# Philippe Jacques Fargès-Méricourt
Pour les articles homonymes, voir Fargès.

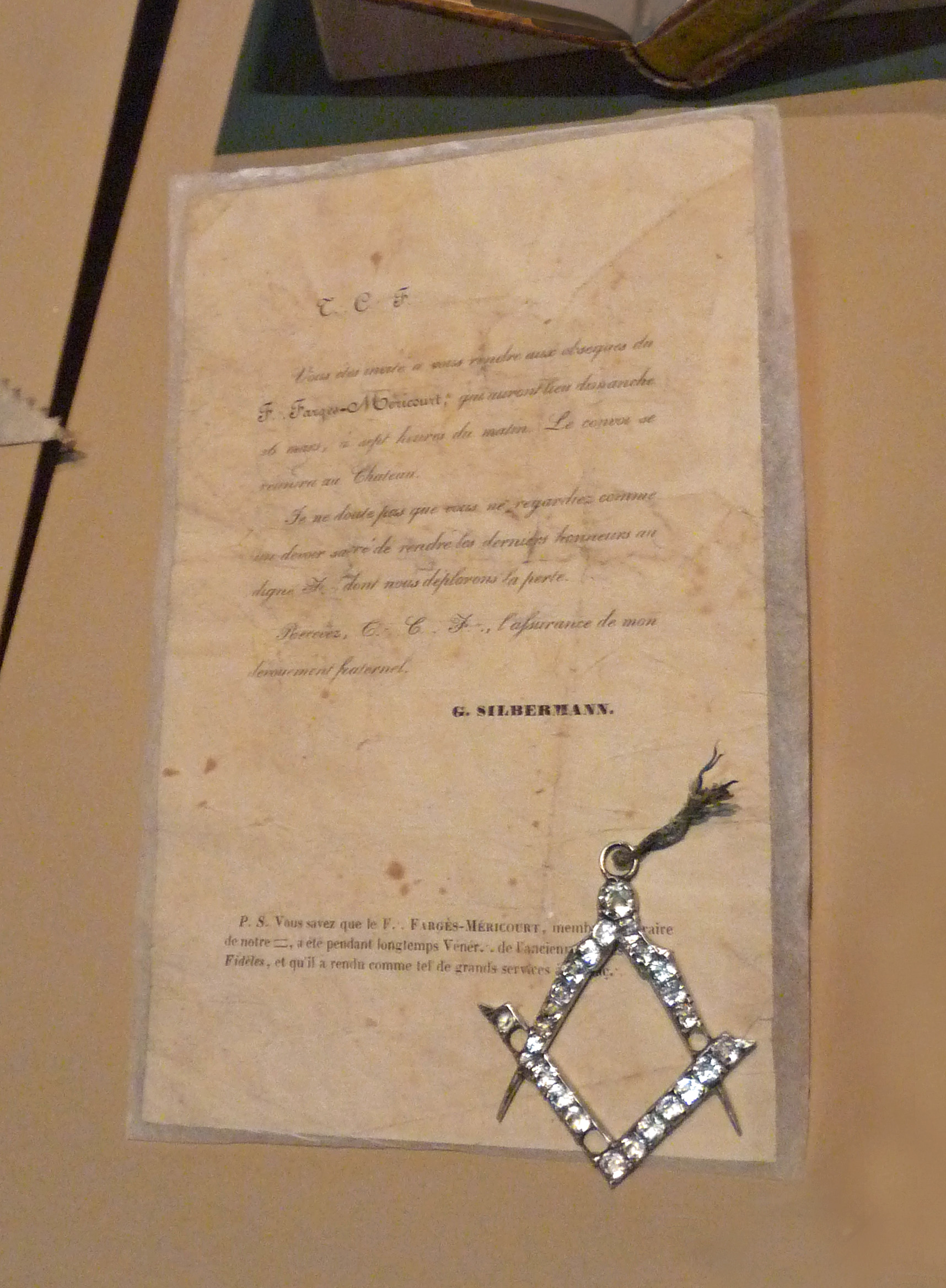
Invitation aux obsèques et bijou de Maître en forme de compas et d'équerre de Philippe Jacques Fargès-Méricourt

Philippe Jacques Fargès-Méricourt, né le 3 février 1776 à Paris et mort le 24 mars 1843 à Strasbourg, est un avocat et historien français.

## Biographie
Secrétaire général de la ville de Strasbourg, il est l'auteur de plusieurs ouvrages historiques consacrés à l'Alsace. 
Personnalité de la franc-maçonnerie française, il fut longtemps vénérable maître de la  loge maçonnique « Les Cœurs fidèles » et membre honoraire de la loge « Les Frères réunis ». Sa maison, située au 13 quai des Bateliers, fit office de temple maçonnique.
Outre ses travaux historiques et statistiques, Philippe Jacques Fargès-Méricourt est l'auteur de plusieurs pièces de théâtre. Il écrivit également, sur une musique de Jupin, les paroles d'une Hymne alsacienne, exécutée pour la première fois à Strasbourg, le 13 avril 1830.

## Œuvres
- 1806 : Le discours interrompu ou le retour du guerrier, opéra en un acte, suivi du Retour de Vienne, divertissement vaudeville
- 1807 : La Rosière impériale ou le double lot, comédie en un acte mêlée de vaudevilles
- 1810 : Paroles de consolation prononcées sur les tombe de feu J. Donat Kirnich
- 1825 : Description de la ville de Strasbourg, contenant des Notices topographiques et historiques sur l'état ancien et actuel de cette ville : suivie d'un aperçu de statistique générale du département du Bas-Rhin
- 1827 : Couplets chantés à l'occasion d'un dîner offert aux bains de Bade, le 23 août 1827, par une réunion d'Alsaciens, à l'honorable M. Benjamin Constant, député du département de la Seine
- 1828 : Supplément à la description de Strasbourg : contenant l'indication des constructions et des embellissements qui ont eu lieu dans la ville depuis 1825 jusqu'au 7 septembre 1828, jour de l'arrivée à Strasbourg de S.M. Charles X
- 1829 : Relation du voyage de sa majesté Charles X en Alsace